# Christophe Bourdin
Pour les articles homonymes, voir Bourdin.
Christophe René Yves Bourdin, né le 5 avril 1964 à Épinal, est l’auteur d’un unique roman autobiographique, Le Fil, l’un des premiers témoignages littéraires sur le sida. Il est mort des suites de cette maladie le 27 mars 1997 à Villejuif.

## Biographie
Le jeune Christophe Bourdin mène une vie extrêmement précautionneuse, il sort peu, il se définit lui-même comme hypocondriaque, ainsi que le résume l'incipit de son roman autobiographique Le Fil : « Tu prévoyais des dangers partout. » Homosexuel à Paris alors que l’épidémie de sida fait des ravages, il apprend sa séropositivité avant d’avoir vingt ans. Étudiant en lettres, bientôt professeur, il est habité par le désir d’écrire, et la crainte de la maladie, puis la maladie elle-même, deviennent le sujet de son journal, qui prend peu à peu l'ambition d'un livre. Le manuscrit du Fil, d'abord refusé par les grands éditeurs (Gallimard, Grasset) est publié par les Éditions de la Différence en 1994. Utilisant successivement les temps du passé, du présent et du conditionnel présent, le livre est composé de trois parties : « Temps des hypocondries », rédigé à la deuxième personne, « Temps de l'agonie », journal à la première personne, et « Temps du rêve », brève échappée de quelques pages, denses et oniriques.
Une édition poche du Fil paraît en 1996 dans la collection Folio, à l’initiative de l’éditeur Yvon Girard, avec une illustration de Loïc Loeiz Hamon en couverture.
Christophe Bourdin meurt le 27 mars 1997 à l’hôpital Paul-Brousse de Villejuif.

## Réception
À sa sortie en 1994, l’ouvrage est salué comme un témoignage réaliste et, à la fois, œuvre littéraire : « Pour une fois, pourtant, un "premier roman" suscité par le sida (on ne parle pas ici des écrivains qui ont été affrontés, à un moment de leur œuvre, à cette maladie) se réclame de la littérature » (Le Monde) ; « D’autres, beaucoup, ont donné des documents, des témoignages, qu’il n’est pas question de négliger. Mais Bourdin représente ce paradoxe : un écrivain dont le passé a été tout de suite confisqué, et sans futur » (Michèle Bernstein dans Libération). Dans L'Express, Angelo Rinaldi considère également Le Fil comme une œuvre romanesque, allant au-delà « du témoignage, du document, de l'urgence ».
Dans Le Monde à nouveau en 1996, Fabienne Darge écrit : « Ce Fil tenu par la Parque qui mène à la mort est sans doute ce qu'on peut lire de plus juste sur le sida », tandis que dans l'émission de France 3 Un livre, un jour, le critique littéraire Olivier Barrot déclare : « C'est l’œuvre d’un homme qui se découvre séropositif et, en même temps, écrivain ».
Enfin, dans le magazine littéraire Le Matricule des anges, Christophe Kantcheff note que ce « livre pourrait être celui d’une génération, à laquelle Bourdin fait lui-même allusion. Celle dont le destin aura été vite écarté de l’Histoire, mais qui aura vécu "les histoires du sida" ».
Le Fil est sélectionné en 1994 pour Prix Médicis et repéré par le Britannica Book of the Year 1995 dans la catégorie littérature française.

## Analyse de l’œuvre
Le Fil peut se lire comme un récit d'apprentissage d'une maladie nouvelle et encore méconnue. Au cours du roman, les angoisses du narrateur vis-à-vis des maladies laissent progressivement place à l'observation attentive des manifestations de son sida, à la fois dans la douleur du corps des autres et son propre reflet renvoyé par le miroir . Dans le « Temps des hypocondries », le recours à la deuxième personne du singulier et l'usage de l'imparfait installent un décalage entre le narrateur et sa maladie. L'inspection minutieuse des signes émis par le corps défaillant et leur énumération précise, visant à cerner chaque symptôme, participe à la construction d'une « épistémologie du sida » comparable à celle menée par Hervé Guibert dans À l’ami qui ne m’a pas sauvé la vie et du Protocole compassionnel.
La structure du livre en trois temps peut évoquer celle de Ève de Guy Hocquenghem (1989).

## Postérité
À l’occasion de la Journée mondiale de lutte contre le sida, des extraits du Fil sont lus en public sur France Culture le 30 novembre 1996, puis le 1er décembre par sept cents comédiens sur les scènes de cent vingt théâtres, sous l'impulsion du metteur en scène Alain Neddam et de son équipe de Sida solidarité spectacle : à la Comédie française, au Centre Georges-Pompidou, à la Cité des Sciences par la troupe du Théâtre national de Strasbourg, au Point du Jour à Lyon, à la Cartoucherie à Vincennes, aux Amandiers à Nanterre, au Cargo à Grenoble.
Le Fil est considéré comme un témoignage important ayant contribué à briser l'omerta sur la sida dans les années 1990, aux côtés de ceux d'Hervé Guibert, Pascal de Duve, Bertrand Duquênelle, et Gilles Barbedette.
Le livre est republié en 2024 par Gallimard au sein de la collection L'Imaginaire, enrichi de deux préfaces signées Anthony Passeron et Clément Ribes.

## Publication
Le Fil, Éditions de La Différence, 1994 ; réédition Gallimard, collection « Folio » ; 1996, réédition Gallimard, collection « L'Imaginaire », 2024.